# DF-3

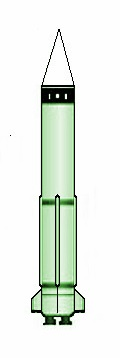
O míssil Dongfeng 3.

O Dongfeng 3 (chinês tradicional: 東風 3, chinês simplificado: 东风 3, lit. ‘Vento Leste 3’) ou DF-3 foi o primeiro míssil balístico de alcance intermediário fabricado pela  República Popular da China. 
O projeto do DF-3 teve início em 1961 com o objetivo de produzir um míssil balístico intercontinental de 10.000 km de alcance usando RP-1 e LOX como propelentes, assim como seus contemporâneos, o R-7 soviético e o Atlas Norte americano, mas dificuldades técnicas mudaram o rumo do projeto.
Em 1964, O projeto passou a ter como objetivo, um míssil de menor alcance, capaz de atingir alvos à mesma distância das Filipinas, usando a tecnologia de combustível já dominada, ou seja: a combinação de HNO3+NTO/UDMH. A versão final desse projeto renovado, recebeu a designação de DF-3A (CSS-2 no ocidente), era ligeiramente maior que o antecessor e tinha um alcance de 2.810 km para uma ogiva de 2.140 Kg.
É tido no ocidente, que a especificação do DF-3 estava baseada na do míssil soviético R-12 (SS-4 Sandal), sendo uma "versão encurtada" daquele. O modelo DF-3A foi a origem de outros projetos locais importantes, como o míssil DF-4 e o veículo lançador Longa Marcha 1. Dos cerca de 100 mísseis DF-3, disponíveis, aproximadamente 80 são do tipo DF-3A.